# سجل المشاكل
سجل المشاكل هو أحد مكونات التوثيق لإدارة مشروع البرنامج الذي يحتوي على قائمة بالمشكلات المفتوحة والمغلقة للمشروع. بينما يمكن استخدام سجلات المشكلات لتتبع الأخطاء في المشروع فإن دورها غالبًا ما يتجاوز ذلك. يمكن استخدام سجلات المشكلات لتحديد أولويات المشكلات المرتبطة بالحدث الرئيسي الحالي أو التكرار من خلال ترتيبها وتنظيمها حسب النوع والخطورة. قد تحتوي سجلات المشكلات أيضًا على طلبات وملاحظات العميل حول العيوب العديدة التي يمكن اكتشافها في الكود الحالي.